# Morrisville (Nowy Jork)
Morrisville – wieś w Stanach Zjednoczonych, w stanie Nowy Jork, w hrabstwie Madison.